# Florian Müller (Politiker)

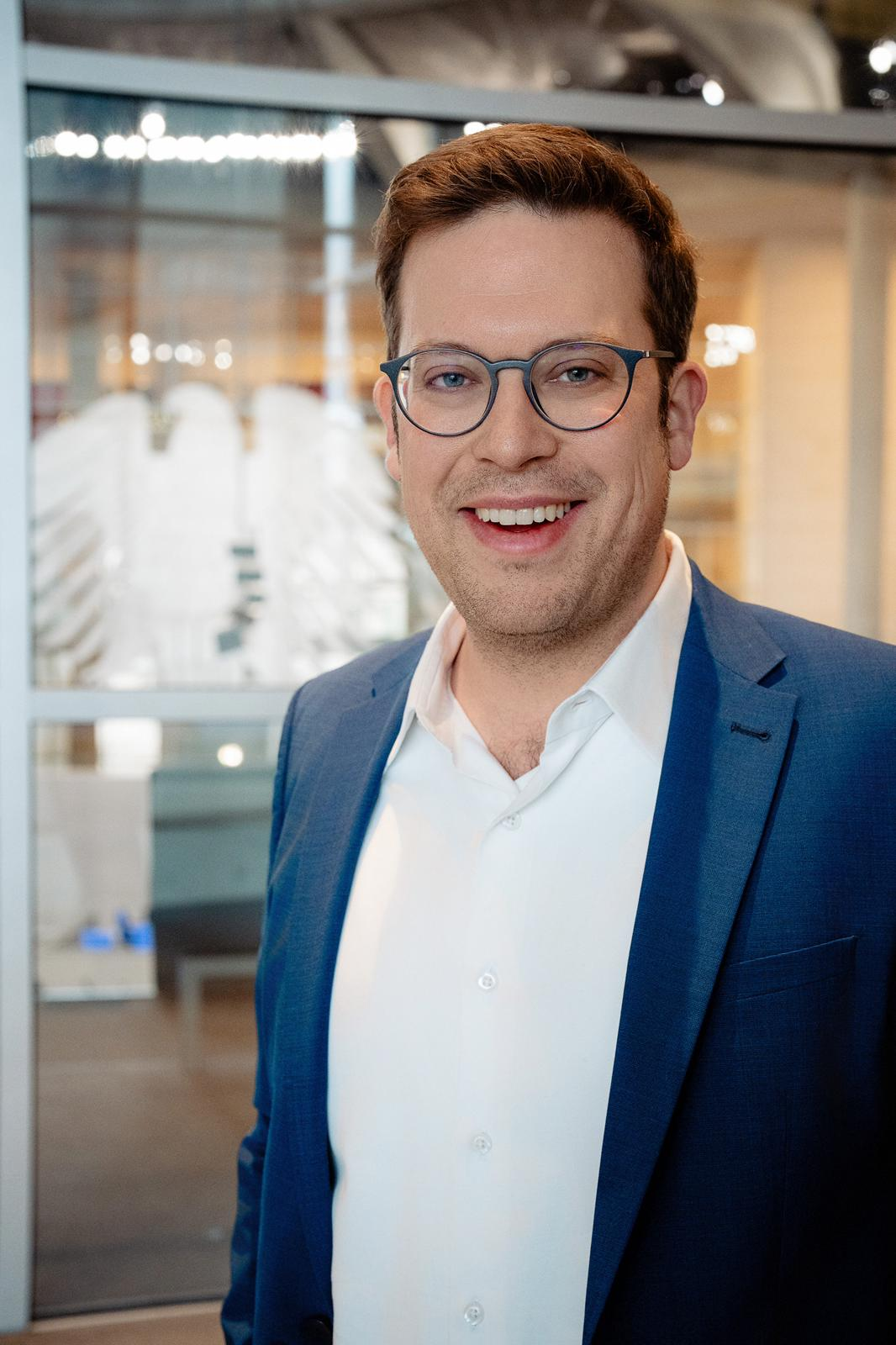
Florian Müller 2024

Florian Matthias Müller (* 14. September 1987 in Attendorn) ist ein deutscher Politiker (CDU) und seit 2021 Mitglied des Deutschen Bundestages.

## Ausbildung und Beruf
Müller erhielt 2007 am St.-Franziskus-Gymnasium in Olpe sein Abitur. In seiner Jugend war er Ministrant. Ab 2008 absolvierte er seinen einjährigen Grundwehrdienst in Rennerod. Von 2008 bis 2011 studierte er und schloss das Studium als Bachelor of Arts im Bereich Arbeitsmarktmanagement in Mannheim ab. Danach studierte er bis 2014 in Dortmund und beendete das Studium als Master of Arts im Bereich Management (Human Resources). Ab 2008 arbeitete er bei der Bundesagentur für Arbeit zunächst als Arbeitsvermittler und später von 2013 bis 2015 als Pressesprecher in Siegen. Danach leitete er von 2015 bis 2019 das Bundestagsbüros von Matthias Heider (CDU). Von 2019 bis 2021 war er Referent für Strategie und Regulierung bei der Deutschen Lufthansa AG in Köln.

## Politische Tätigkeiten
In Drolshagen war Florian Müller Vorsitzender der Jungen Union sowie von 2014 bis 2019 stellvertretender Vorsitzender des Landesverbandes Nordrhein-Westfalen und von 2017 bis 2021 Mitglied des Bundesvorstandes. Ebenfalls war er Chefredakteur der Entscheidung, des Mitgliedermagazins der Jungen Union Deutschlands. Zudem war er von 2009 bis 2014 Mitglied des Stadtrates Drolshagen.
Von 2016 bis 2023 war er Stadtverbandsvorsitzender der CDU Drolshagen. Seit 2009 ist er Mitglied des CDU-Kreisvorstandes und seit 2019 stellvertretender Kreisvorsitzender der CDU Olpe. Seit 2023 ist er Mitglied im  Landesvorstand der CDU Nordrhein-Westfalen.
Bei der Bundestagswahl 2021 gewann er das Direktmandat im Bundestagswahlkreis Olpe – Märkischer Kreis I mit 37,1 % der Erststimmen und zog damit in den 20. Deutschen Bundestag ein, bei der Bundestagswahl 2025 mit 42,1 % der Erststimmen erneut.
Er ist dort Ordentliches Mitglied im Verkehrsausschuss sowie Stellvertretendes Mitglied im Ausschuss für Digitales und im Sportausschuss. Seit 2022 ist er Mitglied beim Deutschen Verkehrsgerichtstag.
Seine politischen Schwerpunkte liegen insbesondere auf der Stärkung der Infrastruktur und der Verkehrssicherheit. Er engagiert sich stark für die Senkung der Kosten des Führerscheins, um jungen Menschen den Zugang zur Mobilität zu erleichtern. Ein besonderes Anliegen ist ihm die Beschleunigung von Planungs- und Genehmigungsverfahren im Infrastrukturbereich. In seinem Wahlkreis liegt die seit Ende 2021 gesperrte Rahmede-Talbrücke an der A45 bei Lüdenscheid. Vor diesem Hintergrund brachte Müller 2022 einen eigenen Gesetzentwurf zur schnelleren Sanierung von Autobahnbrücken in den Deutschen Bundestag ein. Ein weiterer Schwerpunkt ist die Förderung des Ehrenamts. Hierbei setzt er sich insbesondere dafür ein, ehrenamtliches Engagement von überbordender Bürokratie zu entlasten. Florian Müller setzt sich außerdem für das Schützenwesen ein, das in seiner Heimat eine besondere Bedeutung hat. Dafür hat er im Bundestag den fraktionsübergreifenden Parlamentskreis Schützenwesen gegründet, um die Interessen und Traditionen dieser Gemeinschaft auf nationaler Ebene zu stärken.

## Privates
Florian Müller ist römisch-katholischer Konfession. Er hat zwei Geschwister, ist verheiratet und Vater zweier Söhne. Mit seiner Familie lebt er in Drolshagen.